# Heinrich Wilhelm Brandes
Heinrich Wilhelm Brandes (n. 27 iulie 1777 la Groden lângă Ritzbütt – d. 17 mai 1834 la Leipzig) a fost un fizician, meteorolog și astronom german.
Inițial a fost instalator de apă la Hamburg și Oldenburg.
Între 1796 și 1798, a studiat matematica și fizica la Göttingen și împreună cu Benzenberg a studiat fenomenul stelelor căzătoare.
A fost profesor de matematică la Wrocław (1811) și de fizică la Leipzig (1726).
Brandes a comentat doctrina lui Aristotel.

## Scrieri
- 1800: Versuche, die Entfernung, die Geschwindigkeit und die Bahnen der Sternschnuppen zu bestimmen
- 1817/1818: Lehrbuch der Gesetze des Gleichgewichte und der Bewegung fester und flüssiger Körper
- 1835: Aufsätze über Gegenstände der Astronomie und Physik.